# Ossenstaartsoep
Ossenstaartsoep is een soep die getrokken is van ossenstaart. Omdat de staart veel smaak afgeeft, kan hier een  krachtige soep van worden gemaakt. Door de staart lang te koken op een laag vuur, wordt het vlees mals en valt het zo van het bot. Dit kan dan weer in de soep worden verwerkt.   

## Geschiedenis
Volgens de overlevering hebben de Franse hugenoten de Engelsen het recept van de ossenstaartsoep geleerd. Omdat de Engelsen de ossenstaart ongebruikt weggooiden, gaven ze hun het recept voor de soep op basis van deze staart.